# 哈拉依灭勒河
哈拉依灭勒河是中华人民共和国新疆维吾尔自治区的一条河流，位于塔里木盆地，该河全长32千米，集水面积约252平方千米，年均径流量约为1.26亿立方米。根据哈拉依敏水文站测定，该河春季富水期径流量占全年的54.7%，冬季枯水期径流量占全年的6%。